# Remke Kruk
Remke Kruk (Apeldoorn, 8 november 1942) is een Nederlandse arabist en voormalig hoogleraar Arabisch aan de Universiteit Leiden.
Haar belangrijkste onderzoeksgebieden zijn de Grieks-Arabische traditie op het gebied van de natuurfilosofie en -wetenschap en de populaire Arabische verteltraditie, vooral het volksepos. Daarnaast heeft Kruk naam gemaakt als vertaler van klassieke Arabische literatuur naar het Nederlands.
Kruk is samen met Hans Daiber redacteur van Aristoteles Semitico-Latinus en lid van de redactie- of adviesraden van de Encyclopaedia of Islam en de tijdschriften Oriens en Studia graeco-arabica.

## Leven
Kruk studeerde van 1960 tot 1966 Arabische en Nieuw-Perzische taal- en letterkunde aan de Universiteit Leiden. Daarna werd ze docent aan de Universiteit Leiden tot 1969, en vanaf 1969 docent en daarna universitair hoofddocent aan de Universiteit Utrecht. In 1978 promoveerde zij aan de Universiteit van Amsterdam op een kritische uitgave van de Arabische versie van het Aristotelische werk On the Parts of Animals in Books XI-XIV van Kitâb al-Hayawân, opgesteld door HJ Drossaart Lulofs. 
In 1990 werd zij benoemd tot hoogleraar Arabisch aan de Universiteit Leiden. In 2000 werd ze toegelaten tot de Koninklijke Nederlandse Akademie van Wetenschappen. In 2007 ging ze met pensioen. Sindsdien is zij aangesloten lid van het Leiden Institute for Area Studies.